# 失控
《失控：机器、社会与经济的新生物学》（英語：Out of Control: The New Biology of Machines, Social Systems, and the Economic World）是凯文·凯利于1992年所著的书籍。失控的主题包括控制论、突现、自我组织，复杂系统和混沌理论，本书也可以被视作科技烏托邦主義的著作。
失控的中心理论是当代科学与哲学拥有共通之处：智慧不再被集中组织，而是更像蜂巢中的一个个蜂窝。凯利将这个观点应用于官僚组织和超越人脑的智能计算机。
失控也是在演出1999年的电影《黑客帝国》之前，沃卓斯基兄弟要求出演尼奥一角的基努·里维斯在开始读剧本之前必须阅读的三本书之一，（另两本是《仿像與模擬》）和《演化心理学》）
《失控》已被翻译为五种语言，包括西班牙语，德语，意大利语，日语和中文。中文版失控的翻译是由东西网在众包下完成，为作者称赞（致中文读者序）。。

## 延伸阅读
- 失控的官方页面（页面存档备份，存于） （含在线全文阅读）
- “Bootstrapping Complexity”，读者精缩版
- Typophile | The Smaller Picture — collective consciousness font design inspired by this chapter（页面存档备份，存于） -(参见互联网档案馆 存档)